# Johann von Vorhauser
Johann Ritter von Vorhauser (* 1811 in Kufstein; † 16. Dezember 1890 in Innsbruck) war ein Spitzenbeamter in der Tiroler Verwaltung, der interimsmäßig der Statthalterei von Tirol und Vorarlberg vorstand.

## Herkunft
Er entstammte einer Familie, die in alter Zeit das Amt landesfürstlicher Zolleinnehmer zu Lueg am Brenner versah. Sein Vater war der Mineraloge und k. k. Bau-Inspektor Johann Vorhauser, Ritter des Franz-Joseph-Ordens († 1865).

## Wirken
Nach Vollendung seiner Studien trat er als Praktikant beim k. k. Gubernium in Innsbruck ein. Nach einem Praktikum in Trient und einer Anstellung in der Hofkanzlei in Wien, wechselte er unter Statthalter Graf Bissingen in das Präsidium der Statthalterei in Innsbruck. In den mehr als 40 Jahren, in denen er als Präsidialsekretär, Statthaltereirat und Hofrat seinen Dienst versah, diente er sieben Inhabern dieses höchsten kaiserlichen Amtes in den Ländern. In der Amtszeit des Statthalters Graf Eduard Taaffe wurde er mit dem Leopold-Orden ausgezeichnet und infolgedessen in den Adelstand erhoben. Nachdem Graf Taaffe vom Statthalterposten in den des Ministerpräsidenten gewechselt hatte, stand Vorhauser als Leiter der Statthalterei an der Spitze der politischen Verwaltung des Landes, bis Freiherr Bohuslav von Widmann zum Statthalter ernannt wurde. Bald nach dessen Amtsantritt trat er in den Ruhestand. Vorhauser wurde 1880 von der Stadt Innsbruck zum Ehrenbürger ernannt.

## Familie
Johann Vorhauser und seine Gattin Hedwig, geborene Erler († 1906), wohnten in der Museumstraße 5. Sie sind in der Familiengruft auf dem Innsbrucker Westfriedhof beigesetzt.